# 門真市立北巣本小学校
門真市立北巣本小学校（かどましりつ きたすもとしょうがっこう）は、大阪府門真市にある公立小学校。門真市の北東部、寝屋川市との境界付近を校区とする。
地域の児童数の増加により、1974年に門真市立四宮小学校より分離し、現在地に開校した。

## 通学区域
- 門真市 上島町、城垣町、北巣本町1-34番。

卒業生は基本的に門真市立第五中学校に進学する。

## 交通
- 京阪本線 萱島駅 南東へ約1km。